# Cat's Eye
Cat's Eye, também conhecido como Stephen King's Cat's Eye, é um filme de terror produzido nos Estados Unidos  em 1985, escrito por Stephen King e dirigido por Lewis Teague.
Dos três contos que aparecem neste filme, dois foram retirados do livro Sombras da Noite (Night Shift) de 1978 escrito por Stephen King. O filme recebeu três indicações a prêmios, sendo uma por Melhor Filme e duas para Drew Barrymore. 

## Sinopse
Um gato é o elo entre três histórias de terror escritas por Stephen King. Um  gato malhado de  rua se esconde de um cachorro em um caminhão de entrega, que segue para a  cidade de Nova York. O gato vê a imagem desencarnada de uma jovem implorando por ajuda e é pego por um homem chamado Junk.

### Ex-Fumantes S.A..
O fumante Dick Morrison é aconselhado por um amigo a se juntar à Quitters, Inc., para largar o vício. O conselheiro clínico Vinnie Donatti explica que a clínica tem uma taxa de sucesso de 100% devido a um método exclusivamente persuasivo: cada vez que Dick fuma um cigarro, horrores de magnitude crescente atingirão sua esposa e filho.
Utilizando o gato que o assistente de Donatti, Junk, pegou na rua, Donatti demonstra o primeiro desses horrores: o gato é colocado em uma gaiola e atormentado com choques elétricos vindos do chão. Donatti explica que se seu novo cliente for pego com um cigarro, a esposa de Dick, Cindy, ficará chocada enquanto ele for forçado a assistir. Por infrações subsequentes, sua filha ficará chocada e, em seguida, sua esposa será estuprada. Finalmente, o próprio Dick será morto. Dick esconde as ameaças de sua família.
Naquela noite, Dick fica irritado com os métodos que a Quitters, Inc. usa e percebe um maço de cigarros em sua mesa. Ele se prepara para fumar, mas percebe um par de pés em seu armário, percebendo que a Quitters, Inc. leva a ameaça a sério. No dia seguinte, Dick visita a filha e lhe dá uma boneca. Ainda na escola, Dick vê Donatti, que o avisa que a organização o observará de perto.
Durante um engarrafamento estressante, Dick fuma depois de encontrar um velho maço de cigarros em seu porta-luvas. Depois de assistir Cindy sofrer na jaula elétrica, Dick ataca inutilmente Donatti e Junk; o gato escapa na briga. Dick está determinado a nunca mais fumar e conta tudo à esposa.
O tempo passa e Dick não fuma, mas ganhou peso por ter parado. Donatti prescreve pílulas dietéticas ilegais e estabelece uma meta de peso para Dick. Dick, brincando, pergunta o que acontecerá se ele continuar ganhando peso; Donatti responde que alguém vai cortar o dedo mínimo de sua esposa. Dick e sua esposa jantam com o amigo que recomendou a Quitters, Inc. para Dick e sua esposa, e brindam à empresa. Enquanto ela levanta o copo, Dick vê que falta o dedo mínimo da esposa de seu amigo.

### A Borda
Tendo escapado da Ex-Fumantes S.A., o gato sai de Manhattan pela balsa de Staten Island, viajando para Atlantic City, Nova Jersey, onde vê a imagem da mesma garota desencarnada pedindo sua ajuda. O jogador e ex-tenista profissional Johnny Norris está envolvido com uma mulher cujo marido ciumento, Cressner, é chefe do crime e dono de um cassino. Cressner, que aposta em qualquer coisa, ganha uma aposta de que o gato cruzará com sucesso a rua movimentada em frente ao seu cassino e leva o gato para casa.
Cressner sequestra Norris e o chantageia para uma provação perigosa: ele deve circular a borda externa da cobertura de Cressner. Se ele conseguir fazer tudo isso, Cressner concederá o divórcio à esposa. Se Norris recusar, Cressner chamará a polícia e fará com que ele seja preso por posse de drogas que foram plantadas no  Mustang  de Norris por um capanga chamado Albert.
Norris concorda. Cressner assedia Norris assustando-o com uma buzina quando ele tenta entrar por uma janela. Um pombo pousa ao lado de Norris e bica seu pé, fazendo-o sangrar, então Cressner liga uma mangueira de incêndio para evitar que Norris permaneça. Norris volta para o apartamento. Cressner diz que honrará sua aposta: Albert removeu as drogas e presenteou Norris com um saco de dinheiro - no entanto, ele chutou o saco para revelar a cabeça decepada de sua esposa. Norris ataca Cressner, enquanto Albert é tropeçado pelo gato e larga sua arma. Norris pega a arma e mata Albert, depois aponta para Cressner. Norris força Cressner a passar pela mesma provação na borda. O gato observa Cressner, assediado pelo pombo, cair para a morte.

### O General
O gato embarca em um trem de carga e viaja para  Wilmington, na Carolina do Norte, onde é adotado pela garota que pedia ajuda anteriormente, Amanda, que o chama de General. A mãe de Amanda acredita que o General irá prejudicar seu periquito, Polly.
Apesar dos protestos de Amanda, sua mãe expulsa General à noite. Consequentemente, ele não pode proteger Amanda de um pequeno e malévolo  troll  que passou a residir na casa. Quando Amanda dorme, o troll emerge por um buraco em uma das paredes do quarto de Amanda. O troll mata o periquito  com uma pequena adaga e depois tenta roubar o fôlego de Amanda. O General encontra um caminho para entrar na casa e persegue o troll. Depois de ferir o ombro do gato com sua adaga, o troll foge, deixando Amanda e seus pais descobrindo o pássaro morto. Os pais de Amanda estão convencidos de que o General matou Polly, mas seu pai, descobrindo um ferimento no gato grande demais para um periquito, começa a duvidar da crença da mãe de que o General matou o pássaro.
A mãe de Amanda leva o General a um abrigo de animais para ser sacrificado. Quando a noite cai, o troll retorna e usa um batente para fechar a porta de Amanda, e então tenta novamente respirar a garota adormecida. Enquanto o General está fazendo sua última refeição, ele foge e corre de volta para a casa de Amanda.
General salva Amanda e briga com o troll, causando muito barulho. Os pais de Amanda acordam, mas a porta bloqueada os impede de alcançá-la. Embora o troll tente fugir, o General o mata. Depois que seus pais invadem a sala, Amanda descreve como o General a salvou do troll. Seus pais acreditam na história quando partes do cadáver do troll são descobertas, assim como a pequena adaga e o buraco na parede que o troll usou.
Na manhã seguinte, o General se delicia com um peixe grande, depois sobe na barriga de Amanda adormecida e lambe seu rosto. Ela acorda e o abraça.

## Elenco
- Drew Barrymore ... Our Girl / Amanda
- James Woods ... Dick Morrison
- Alan King ... Dr. Vinny Donatti
- Kenneth McMillan ... Cressner
- Robert Hays ... Johnny Norris
- Candy Clark ... Sally Ann
- James Naughton...  Hugh

## Recepção
O filme foi lançado nos cinemas nos Estados Unidos pela MGM em 12 de abril de 1985. O filme arrecadou 13,086,298 milhões de dólares na bilheteria doméstica.
O filme foi lançado em DVD pela Warner Home Video em 2004. Esta versão está atualmente fora de catálogo.